# Augustiner Spieglwirt

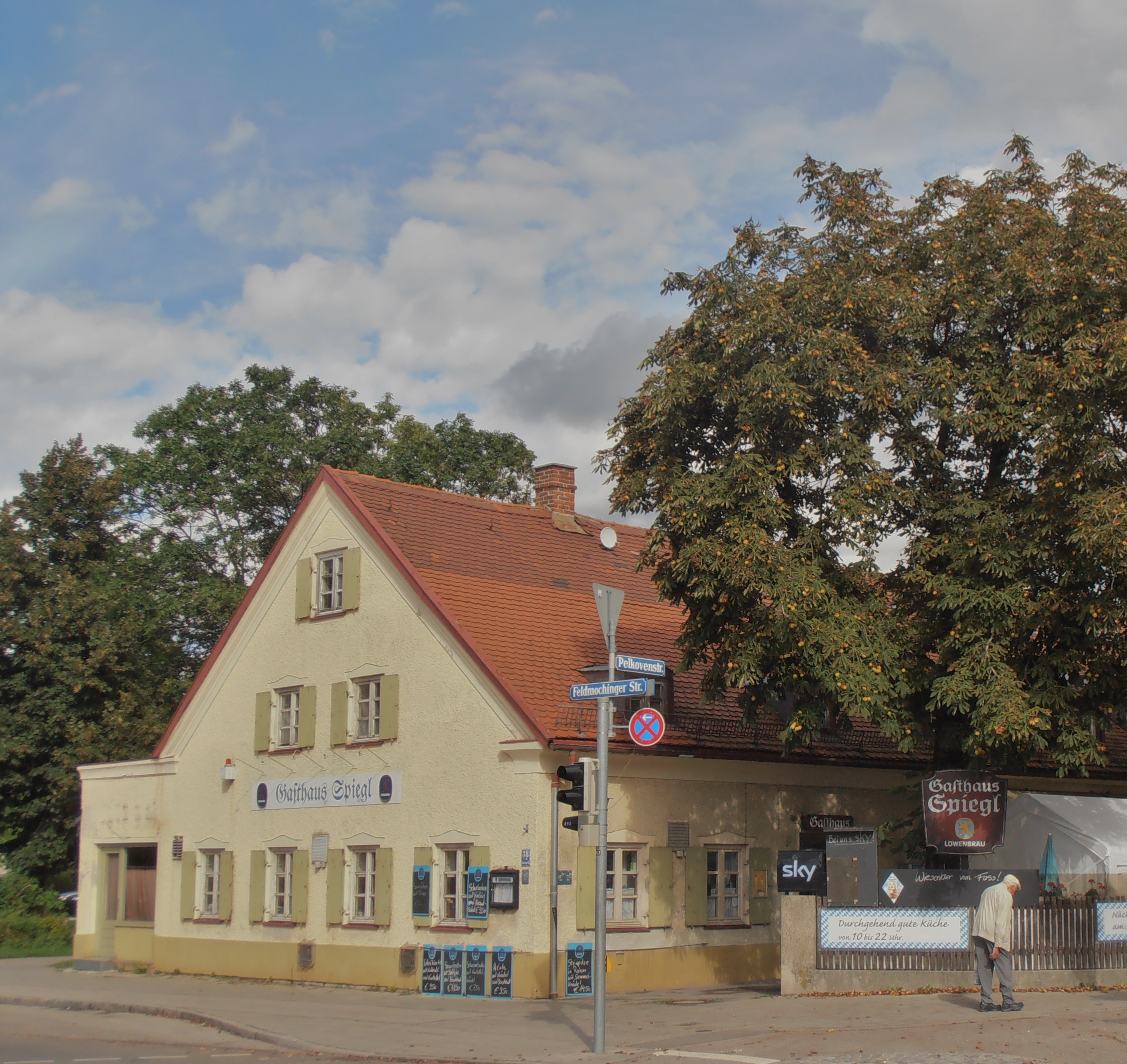
Gasthaus Spiegl 2012, von Südwesten

Der Augustiner Spieglwirt ist ein Gasthaus im Stadtteil Moosach in München; es ist eines der ältesten Gasthäuser in Moosach; das Anwesen steht unter Denkmalschutz. Bis zu seiner vorübergehenden Schließung 2017 hieß das Lokal Gasthaus Spiegl.

## Lage und Architektur
Das Gasthaus mit der Adresse Feldmochinger Straße 38 steht an der nordwestlichen Ecke zur Pelkovenstraße am östlichen Rand des alten Moosacher Dorfkerns.
Es handelt sich um einen erdgeschossigen langgestreckten Bau mit Satteldach, traufständig zur Pelkovenstraße, an der auch der Eingang und ein kleiner vorgelagerter Wirtsgarten liegen. An der Giebelseite zur Feldmochinger Straße lassen Fenster über dem Schriftzug „Augustiner Spieglwirt“ Licht in die beiden Dachgeschosse. Alle Fenster sind mit Klappläden bestückt. Unterhalb des Daches verläuft ein profiliertes Ziergesims. Die ursprüngliche Funktion des Gebäudes als Sölde ist ihm noch heute anzusehen.
Die Einrichtung des Gasthauses ist im schlichten bayerisch-gutbürgerlichen Stil gehalten.

## Geschichte
Der Augustiner Spieglwirt ist eine der ältesten erhaltenen Gaststätten in Moosach. Es ist der fünfte Betrieb, der dort eine Schankgerechtigkeit erhielt.
Das Anwesen wurde 1849 Eigentum von Georg und Anna Kohlenberger; vermutlich ist das auch das Baujahr des heutigen Gebäudes. Ursprünglich diente es als Söldenhaus. Im Jahr 1876 erwarb Michael Hagenbucher das Haus und eröffnete dort eine Gaststätte namens „Karlwirt“. Zunächst lieferte die Spatenbrauerei das Bier. Später verkaufte Hagenbucher sein Gasthaus an die Salvatorbrauerei. Franz Xaver Spiegl, ein Münchner Metzger, in Moosach geboren, kaufte das Anwesen 1898 von der Salvatorbrauerei und beantragte im Juni die Übertragung der Schankgerechtigkeit. Noch im selben Jahr baute er das Gasthaus aus und errichtete eine Sommerkegelbahn entlang der Pelkovenstraße. Nach dem Tod Franz Xaver Spiegls übernahmen seine Kinder Franz Xaver junior, Babette und Amalie die Wirtschaft; nebenbei wurde, wie bereits unter den Vorgängern, weiter eine Landwirtschaft betrieben. Ende Oktober 1962 übernahm die Löwenbrauerei die Gastwirtschaft. Die Kegelbahn wurde 1971 abgerissen, um für eine Verbreiterung der Pelkovenstraße für die Olympischen Spiele 1972 Platz zu machen.
Von 1987 bis zu seiner vorübergehenden Schließung Ende Dezember 2017 wurde das Lokal von der Familie Mutzhas betrieben. Mitte 2019 kaufte die Augustiner-Brauerei das sanierungsbedürftige Haus; nach der Renovierung erfolgte im September 2022 die Wiedereröffnung des Gasthauses unter dem Namen  Augustiner Spieglwirt.